# Eleccions legislatives daneses de 1929
Les eleccions legislatives daneses de 1929 se celebraren el 24 d'abril de 1929 (el 29 de maig a les illes Fèroe). Guanyaren els socialdemòcrates novament i formaria novament govern Thorvald Stauning.
| Partit                       | Líder        | Vots           | %              | Escons         | +/-            |                |
| ---------------------------- | ------------ | -------------- | -------------- | -------------- | -------------- | -------------- |
| Socialdemokratiet            |              | 593,191        | 41,8%          | 61             | +8             |                |
| Venstre                      |              | 402,121        | 28,3%          | 43             | -3             |                |
| Det Konservative Folkeparti  |              | 233,935        | 16,5%          | 24             | -6             |                |
| Det Radikale Venstre         |              | 151,746        | 10,7%          | 16             | +0             |                |
| Danmarks Retsforbund (E)     |              | 25,810         | 1,8%           | 3              | +1             |                |
| Schleswigsche Partei (S)     |              | 9,787          | 0,7%           | 1              | +0             |                |
| Danmarks Kommunistiske Parti |              | 3,656          | 0,2%           | 0              | +0             |                |
| Sambandsflokkurin            |              | 3.486          |                | 1              | 0              |                |
| Javnaðarflokkurin            |              | 2.780          |                | 0              | +0             |                |
| Total                        | Total        |                |                | 149            |                |                |
| Participació                 | Participació | 79,7%          | 79,7%          | 79,7%          | 79,7%          | 79,7%          |
| Font                         | Font         | Folketinget.dk | Folketinget.dk | Folketinget.dk | Folketinget.dk | Folketinget.dk |